# Линден, Константин Александрович
Константин Александрович Линден (1820 — 27 декабря 1874) — русский военный деятель, генерал-майор, военный преподаватель.

## Биография
Родился в 1820 году. Образование получил в Первом кадетском корпусе, откуда был выпущен в Лейб-гвардии Павловский полк. После производства в офицеры, продолжил своё образование в офицерских классах Михайловского артиллерийского училища, которое окончил в 1841 году, после чего продолжил службу уже в гвардейской пешей артиллерии. 
В 1842 году стал заниматься репетиторством по военным предметам. Согласно Русскому биографическому словарю: «Прекрасное преподавание военных предметов, умение (...) передавать знание и добросовестность труда, — все это привлекало к Линдену многочисленных учеников, получавших домашнее образование и подготавливавшихся к офицерскому экзамену».
В дальнейшем стал преподавателем артиллерийского дела и инспектором классов (с 1853 года) в Первом кадетском корпусе. Десять лет спустя (в 1863 году) Линден был назначен директором Сибирского (Омского) кадетского корпуса. В этой должности он «с редким терпением преодолевая встречавшиеся затруднения, настойчиво проводил в жизнь современные начала педагогики, выработанные новыми условиями времени».
Скончался в 1874 году.